# Cité de la Chapelle
Cité de la Chapelle är en återvändsgata i Quartier de la Goutte-d'Or i Paris artonde arrondissement. Gatan är uppkallad efter den närbelägna Rue de la Chapelle som i sin tur är uppkallad efter den tidigare kommunen La Chapelle. Cité de la Chapelle börjar vid Rue Marx-Dormoy 37.

## Omgivningar
- Saint-Denys de la Chapelle
- Sainte-Jeanne-d'Arc
- Bois Dormoy
- Jardin Nusch-Éluard

## Bilder
| - Gatuskylt. - Saint-Denys de la Chapelle. - Sainte-Jeanne-d'Arc. - Jardin Nusch-Éluard. |

## Kommunikationer
- Tunnelbana – linje  – Marx Dormoy
- Tunnelbana – linje  – La Chapelle
- Busshållplats Département – Marx Dormoy – Paris bussnät, linjerna 38 N43

### Webbkällor
- ”Cité de la Chapelle”. Mairie de Paris. https://web.archive.org/web/20160303191004/http://www.v2asp.paris.fr/commun/v2asp/v2/nomenclature_voies/Voieactu/1769.nom.htm. Läst 1 september 2023.
- ”Cité de la Chapelle (18ème arrondissement)”. Les rues de Paris. https://web.archive.org/web/20190901215445/http://www.parisrues.com/rues18/paris-18-cite-de-la-chapelle.html. Läst 1 september 2023.